# Yaonis Regio
Yaonis Regio  è una caratteristica di albedo della superficie di Marte.